# Giaan Rooney
Giaan Leigh Rooney (ur. 15 listopada 1982 w Brisbane) – była australijska pływaczka. Trzykrotna medalistka olimpijska.
Obecnie jest prezenterką telewizyjną.
Największe sukcesy odnosiła w stylu dowolnym, choć startowała również w innych stylach (grzbietowym). Brała udział w dwóch igrzyskach (IO 00, IO 04), na obu zdobywała medale. Dwa razy stawała na podium w sztafecie stylem zmiennym (srebro w 2000 i złoto w 2004), raz w kraulowej. Indywidualnie sięgnęła po dwa złote medale mistrzostw świata. Triumfowała w 2001 na dystansie 200 metrów kraulem oraz w 2005 na dystansie 50 metrów grzbietem. Była medalistką tej imprezy w sztafetach. Wielokrotnie stawała na podium innych imprez, m.in. mistrzostw świata na krótkim basenie, igrzysk Wspólnoty Narodów i mistrzostw Pacyfiku.
Odznaczona Orderem Australii.
Wzięła udział w australijskiej wersji Gwiazdy tańczą na lodzie.

## Odznaczenia
- Order of Australia